# Kroktjärnen (Ramsele socken, Ångermanland, 705192-150776)
Kroktjärnen är en sjö i Sollefteå kommun och Strömsunds kommun i Ångermanland och ingår i Ångermanälvens huvudavrinningsområde. Sjön har en area på 0,0948 kvadratkilometer och ligger 295,1 meter över havet.

## Delavrinningsområde
Kroktjärnen ingår i det delavrinningsområde (705113-150598) som SMHI kallar för Inloppet i Övre Vallvattnet. Medelhöjden är 353 meter över havet och ytan är 13,81 kvadratkilometer. Det finns inga avrinningsområden uppströms utan avrinningsområdet är högsta punkten. Vattendraget som avvattnar avrinningsområdet har biflödesordning 4, vilket innebär att vattnet flödar genom totalt 4 vattendrag innan det når havet efter 162 kilometer. Avrinningsområdet består mestadels av skog (97 procent). Avrinningsområdet har 0,09 kvadratkilometer vattenytor vilket ger det en sjöprocent på 0,7 procent.